# پاک‌چهر تهم‌شاپور
پاک‌چهرِ تهم‌شاپور یا پاچهر (پارسی میانه: Pā(k)čihr ī Tahm-Šābuhr) یکی از نجیب‌زادگان ساسانی در سده سوم میلادی در زمان حکومت شاپور یکم بود.

## زندگی

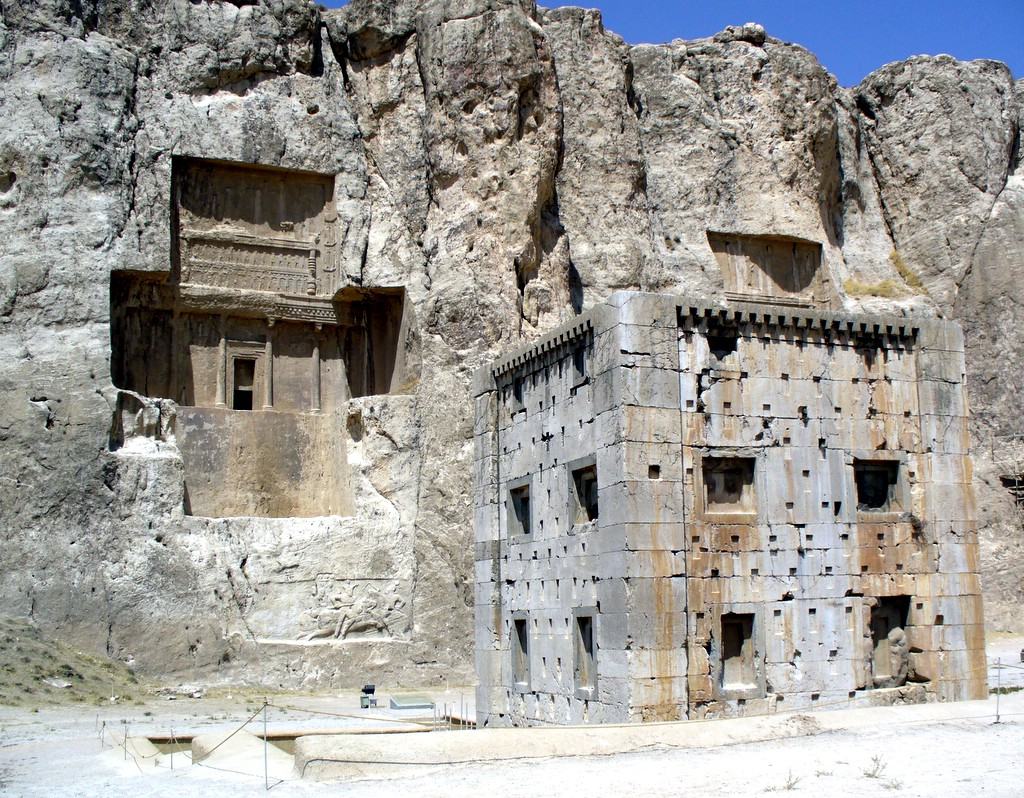
کعبه زرتشت، جایی که سنگ‌نوشته شاپور یکم حک شده‌است

از او در سنگ‌نوشته شاپور یکم بر کعبه زرتشت یاد شده‌است. او در این سنگ‌نوشته در میان ۶۷ نجیب‌زاده در رتبهٔ بیست‌ویکم قرار دارد. اطلاعات دیگری از زندگی او در دست نیست.